# Utivarachna tangi
Espèce
Utivarachna tangi est une espèce d'araignées aranéomorphes de la famille des Trachelidae.

## Distribution
Cette espèce est endémique du Guangxi en Chine,. Elle se rencontre dans le xian de Longzhou.

## Description
La femelle holotype mesure 5,43 mm.

## Systématique et taxinomie
Cette espèce a été décrite par Liu, Yin, Haddad, Xu et Ma en 2020.

## Étymologie
Cette espèce est nommée en l'honneur de Guo Tang.

## Publication originale
- Liu, Yin, Haddad, Xu & Ma, 2020 : « Two new species of Utivarachna Kishida, 1940 from southern China, with an updated key to the Chinese species (Araneae: Trachelidae). » Zootaxa, no 4803(1), p. 87-102.